# Blauzac
Blauzac este o comună în departamentul Gard din sudul Franței. În 2009 avea o populație de 1.105 de locuitori.

## Evoluția populației
| An        | 1975 | 1982 | 1990 | 1999 | 2006  | 2009  |
| --------- | ---- | ---- | ---- | ---- | ----- | ----- |
| Populație | 406  | 516  | 634  | 764  | 1.048 | 1.105 |